# Antoine Garceau
Pour les articles homonymes, voir Garceau.
Antoine Garceau est un réalisateur français.
Après avoir été durant de nombreuses années assistant réalisateur, il devient réalisateur en 2015 en réalisant deux épisodes de la première saison de la série à succès Dix pour cent sur France 2.

## Biographie
Antoine Garceau commence sa carrière dans le cinéma comme assistant réalisateur sur des longs-métrages. Il devient très rapidement le 1er Assistant de Patrice Chéreau, de Stéphane Brizé, de Agnès Jaoui, de François Ozon, de Yvan Attal, de Pascale Ferran, de Nicole Garcia, d'Olivier Nakache et Éric Tolédano ou encore de Cédric Klapisch avec qui il va réaliser et mettre en place, accompagnés de Lola Doillon, la première saison de la série événement Dix pour cent diffusée sur France 2 et Netflix.
Antoine Garceau est le seul réalisateur à avoir réalisé des épisodes de toutes les saisons de Dix pour cent.
Il a également réalisé le film Huguette (1re diffusion le 6 décembre 2019) produit par Dominique Besnehard pour Arte avec Line Renaud et Romane Bohringer. Le film reçoit un très bon accueil du public et de la presse et fait une très bonne audience (2,09 millions de spectateurs, soit 9,4 % du public).
En 2019, il est le réalisateur d'un pilote pour France 2 de ce qui deviendra par la suite une série aussi à succès : César Wagner. Produit par Incognita et France Télévisions, mettant en scène Gil Alma, Olivia Côte, Joséphine de Meaux et Coralie Russier. Lors de sa première diffusion en France en janvier 2020, le téléfilm a rassemblé 4,9 millions de téléspectateurs, soit 22,8 % de part d'audience, le plaçant en tête des audiences. À la suite du succès, France 2 a donné son accord pour que le téléfilm devienne une collection. Antoine Garceau réalisera les deux autres épisodes de cette collection.
En 2021, il réalise pour France 2 l’adaptation du roman Les Particules élémentaires,, de Michel Houellebecq paru en 1998. Le téléfilm est en deux parties d’une heure, produit par Incognita et Storia TV. Le scénario est signé Gilles Taurand et au casting on retrouve Guillaume Gouix, Jean-Charles Clichet, Deborah François, Michel Vuillermoz, Pascale Arbillot, Liliane Rovère, Patrick Mille... Diffusé le 31 janvier 2022, le téléfilm attire 2,3 millions de spectateurs.
En 2022, Antoine Garceau retrouvera son trio de tête de Dix pour cent pour une nouvelle série, produite par Amazon qui sera la suite de la trilogie de L'Auberge espagnole, Les poupées Russes et Casse-tête chinois (dont-il a été le 1er Assistant). Le projet à pour titre Salade Grecque et s'annonce déjà comme un projet majeur.
En 2023, il réalise l’adaptation de La Peste, le roman d'Albert Camus, sous forme de mini série de 4 épisodes de 52 minutes. Le scénario est écrit par Gilles Taurand, Georges-Marc Benamou et Antoine Garceau. Frédéric Pierrot incarne le docteur Rieux. Au casting , on trouve également Judith Chemla, Hugo Becker, Sofia Essaïdi, Johan Heldenbergh, Pascale Arbillot, Patrick Mille et François Marthouret. La série, produite par Siècle Production est diffusée sur France 2 à partir du 4 mars 2024 et attire en moyenne 3,5 millions de téléspectateurs par épisode.

## Filmographie

### Réalisateur

#### Documentaire
- 2009 : La machine à écrire[9],[10], documentaire sur l'écrivain américain Donald E. Westlake.

#### Court-métrage
- 1989 : La Comète d'Adèle[11] (court-métrage) avec Emma de Caunes
- 1997 : Miss Mémory (court-métrage)

#### Télévision
- 2015-2020 : Dix pour cent (10 épisodes)
- 2016 : Presque adultes
- 2019 : Huguette
- 2019-2021 : César Wagner (3 épisodes)
- 2022 : Les Particules élémentaires[12]
- 2023 : Salade grecque (3 épisodes)
- 2024 : La Peste (4 épisodes)
- 2025 : Haut les cœurs
- 2026 : Mitterrand confidentiel

### Scénariste
- 1997 : Miss Mémory (court-métrage)
- 2019 : Huguette (téléfilm)
- 2024 : La Peste (mini série)

### Acteur
- 2013 : Casse-tête chinois de Cédric Klapisch : Assistant photographe

### 1erassistant réalisateur
- 1994 : Petits Arrangements avec les morts de Pascale Ferran
- 1995 : L'Âge des possibles de Pascale Ferran
- 1996: Saraka bô de Denis Amar
- 1998 : Ceux qui m'aiment prendront le train de Patrice Chéreau
- 1999 : Le Bleu des villes de Stéphane Brizé
- 2000 : Le Goût des autres d'Agnès Jaoui
- 2001 : Intimité de Patrice Chéreau
- 2001 : Inch'Allah dimanche de Yamina Benguigui
- 2003 : Swimming Pool de François Ozon
- 2004 : Comme une image d'Agnès Jaoui
- 2004 : Ils se marièrent et eurent beaucoup d'enfants d'Yvan Attal
- 2005 : Gabrielle de Patrice Chéreau
- 2006 : Paris, je t'aime auprès de Gus Van Sant[13] et Gurinder Chadha.
- 2006 : Selon Charlie de Nicole Garcia
- 2008 : Parlez-moi de la pluie d'Agnès Jaoui
- 2009 : Tellement proches d'Olivier Nakache et Éric Toledano
- 2009 : Persécution de Patrice Chéreau
- 2011 : Ma part du gâteau de Cédric Klapisch
- 2012 : Je me suis fait tout petit de Cécilia Rouaud
- 2013 : Casse-tête chinois de Cédric Klapisch
- 2017 : Ce qui nous lie de Cédric Klapisch